# Seznam poslanců Českého zemského sněmu (1883–1889)
Toto je seznam poslanců Českého zemského sněmu ve volebním období 1883–1889. Zahrnuje všechny členy Českého zemského sněmu ve funkčním období od zemských voleb roku 1883 až do zemských voleb roku 1889.
V lednu 1887 byla skupina několika desítek německých poslanců sněmu prohlášena za vystouplé. Šlo o projev pasivní rezistence, kdy němečtí poslanci protestovali proti nenaplnění jejich státoprávních a jazykových požadavků a fakticky zahájili bojkot sněmu. V září 1887 se pak konaly doplňovací volby, v nichž byla značná část z nich manifestačně opět zvolena.
| Jméno                                 | Kurie | Volební obvod                                            | Strana                       | Poznámka                                                                                 |
| ------------------------------------- | ----- | -------------------------------------------------------- | ---------------------------- | ---------------------------------------------------------------------------------------- |
| Adámek Karel                          | VO    | Kolín, Kouřim, Uhlířské Janovice                         |                              | [ 5 ]                                                                                    |
| Bach Vácslav                          | M     | Kutná Hora                                               |                              | [ 6 ]                                                                                    |
| Banhans Anton                         | M     | Most, Bílina, Horní Litvínov                             |                              | Rezignoval r. 1886.                                                                      |
| Bareuther Ernst                       | M     | Aš, Rosbach                                              |                              | V lednu 1887 prohlášen za vystouplého. Opět zvolen v září 1887.                          |
| Bendel Josef                          | M     | Frýdlant, Chrastava                                      |                              | Zvolen v listopadu 1885. V lednu 1887 prohlášen za vystouplého. Opět zvolen v září 1887. |
| Benoni Karl                           | VO    | Trutnov, Hostinné, Maršov, Žacléř                        |                              | V lednu 1887 prohlášen za vystouplého.                                                   |
| Berger Emanuel                        | VS    | nesvěřenecké velkostatky                                 |                              | [ 9 ]                                                                                    |
| Berlepsch Heinrich                    | VS    | nesvěřenecké velkostatky                                 |                              | Rezignoval r. 1885.                                                                      |
| Bernardin Karl                        | OŽK   | Cheb                                                     |                              | V lednu 1887 prohlášen za vystouplého. Opět zvolen v září 1887.                          |
| Bitterlich Josef                      | M     | Georgswalde, Königswalde                                 |                              | V lednu 1887 prohlášen za vystouplého. Opět zvolen v září 1887.                          |
| Bohaty Adolf                          | OŽK   | Liberec                                                  |                              | V lednu 1887 prohlášen za vystouplého. Opět zvolen v září 1887.                          |
| Bondy Bohumil                         | M     | Praha-Staré Město                                        |                              | [ 13 ]                                                                                   |
| Boos-Waldeck Viktor                   | VO    | Horšovský Týn, Hostouň, Ronšperk                         |                              | V lednu 1887 prohlášen za vystouplého.                                                   |
| Böhm Václav                           | VO    | Písek, Vodňany                                           |                              | [ 14 ]                                                                                   |
| Böns Franz                            | VO    | Ústí n. Labem, Chabařovice                               |                              | V lednu 1887 prohlášen za vystouplého. Opět zvolen v září 1887.                          |
| Bráf Albín                            | VO    | Žamberk, Ústí                                            |                              | [ 5 ]                                                                                    |
| Bromovský Josef                       | M     | Jičín, Nový Bydžov                                       |                              | Zvolen v listopadu 1885.                                                                 |
| Buberl Andreas                        | M     | Falknov, Vildštejn, Hazlov                               | Nez. něm. kandidát           | Zvolen v září 1887.                                                                      |
| Buquoy-Longueval Ferdinand            | VS    | svěřenecké velkostatky                                   |                              | Zvolen r. 1887.                                                                          |
| Buquoy-Longueval Karel                | VS    | svěřenecké velkostatky                                   |                              | Zvolen v listopadu 1885.                                                                 |
| Clam-Martinic Jindřich Jaroslav       | VS    | svěřenecké velkostatky                                   |                              | [ 9 ]                                                                                    |
| Clam-Martinic Richard                 | VS    | nesvěřenecké velkostatky                                 |                              | [ 9 ]                                                                                    |
| Clanner von Engelshofen Arthur        | VS    | nesvěřenecké velkostatky                                 |                              | [ 9 ]                                                                                    |
| Clary-Aldringen Karl                  | VS    | nesvěřenecké velkostatky                                 |                              | Rezignoval r. 1885.                                                                      |
| Claudi Eduard                         | M     | Budějovice                                               |                              | [ 15 ]                                                                                   |
| Czernin Eugen                         | VS    | svěřenecké velkostatky                                   |                              | [ 9 ]                                                                                    |
| Czernin Eugen (JUDr.)                 | VS    | nesvěřenecké velkostatky                                 |                              | Zvolen r. 1888.                                                                          |
| Czyhlarz Karl                         | M     | Jablonec, Hodkovice, Smržovka, Český Dub                 |                              | V lednu 1887 prohlášen za vystouplého.                                                   |
| Čelakovský Jaromír                    | VO    | Kutná Hora, Čáslav                                       |                              | [ 17 ]                                                                                   |
| Černín Děpold                         | VS    | nesvěřenecké velkostatky                                 |                              | [ 9 ]                                                                                    |
| Černý Jan                             | M     | Mnichovo Hradiště, Turnov, Bělá                          |                              | [ 18 ]                                                                                   |
| Černý Tomáš                           | M     | Praha-Staré Město                                        |                              | [ 13 ]                                                                                   |
| Deym František ze Stříteže            | VS    | nesvěřenecké velkostatky                                 |                              | Rezignoval roku 1887.                                                                    |
| Dimmer Karel                          | M     | Smíchov                                                  |                              | [ 6 ]                                                                                    |
| Dittrich Josef                        | M     | Praha-Malá Strana                                        |                              | [ 19 ] [ 13 ]                                                                            |
| Dobřenský Jan                         | VS    | nesvěřenecké velkostatky                                 |                              | [ 9 ]                                                                                    |
| Dobřenský Jan Antonín                 | VS    | nesvěřenecké velkostatky                                 |                              | Zvolen v listopadu 1885.                                                                 |
| Dobřenský Václav Petr                 | VS    | nesvěřenecké velkostatky                                 |                              | [ 20 ]                                                                                   |
| Duben Jan                             | VO    | Sušice, Horažďovice                                      | český klerikál               | [ 5 ]                                                                                    |
| Duchek Karel                          | VO    | Přeštice, Nepomuk                                        |                              | [ 17 ]                                                                                   |
| Durdík Josef                          | M     | Litomyšl, Polička                                        |                              | [ 6 ]                                                                                    |
| Effmert Antonín                       | OŽK   | Budějovice                                               |                              | Zvolen v listopadu 1885.                                                                 |
| Ehrlich v. Treuenstätt Ludwig         | M     | Liberec                                                  |                              | Rezignoval r. 1885.                                                                      |
| Elger Johann                          | M     | Liberec                                                  |                              | Zemřel r. 1886.                                                                          |
| Engel Emanuel                         | M     | Jílové, Vyšehrad, Benešov, Č. Kostelec                   |                              | [ 6 ]                                                                                    |
| Faber Karel                           | VO    | Milevsko, Sedlec, Bechyně                                |                              | [ 5 ]                                                                                    |
| Fabián Václav                         | VS    | nesvěřenecké velkostatky                                 |                              | Nastoupil v lednu 1889.                                                                  |
| Fáček František                       | VO    | Chotěboř, Habry                                          |                              | [ 14 ]                                                                                   |
| Feršman Jan                           | VO    | Benešov, Neveklov, Vlašim                                |                              | Zvolen r. 1884.                                                                          |
| Fiedler Emil                          | VO    | Trutnov, Hostinné, Maršov, Žacléř                        |                              | Zvolen v září 1887.                                                                      |
| Fišera Václav                         | VS    | nesvěřenecké velkostatky                                 |                              | [ 9 ]                                                                                    |
| Forchheimer Otto                      | OŽK   | Praha                                                    |                              | V lednu 1887 prohlášen za vystouplého.                                                   |
| Freyer Josef                          | VO    | Dubá, Štětí                                              |                              | V lednu 1887 prohlášen za vystouplého. Opět zvolen v září 1887.                          |
| Friedrich Anton                       | VO    | Rumburk, Varnsdorf                                       |                              | V lednu 1887 prohlášen za vystouplého. Opět zvolen v září 1887.                          |
| Funke Alois                           | M     | Litoměřice, Lovosice                                     |                              | V lednu 1887 prohlášen za vystouplého. Opět zvolen v září 1887.                          |
| Gahler Josef                          | OŽK   | Liberec                                                  |                              | V lednu 1887 prohlášen za vystouplého. Opět zvolen v září 1887.                          |
| Garreis Julius                        | M     | Děčín, Podmokly, Č. Kamenice, Chřibská                   |                              | Zvolen v září 1887.                                                                      |
| Gintl Wilhelm Friedrich               | M     | Chomutov, Vejprty, Přísečnice                            |                              | V lednu 1887 prohlášen za vystouplého. Opět zvolen v září 1887.                          |
| Goldberg Karl                         | M     | Varnsdorf                                                |                              | V lednu 1887 prohlášen za vystouplého. Opět zvolen v září 1887.                          |
| Götzl Josef                           | M     | Karlín                                                   |                              | [ 6 ]                                                                                    |
| Graf Lubert                           | M     | Cheb                                                     |                              | V lednu 1887 prohlášen za vystouplého. Opět zvolen v září 1887.                          |
| Grégr Eduard                          | VO    | Vysoké Mýto, Skuteč, Hlinsko                             |                              | [ 5 ]                                                                                    |
| Grohmann Josef                        | VO    | Česká Lípa, Mimoň, Hajda, Cvikov                         |                              | Zvolen v listopadu 1885. V lednu 1887 prohlášen za vystouplého. Opět zvolen v září 1887. |
| Gröger Josef                          | OŽK   | Cheb                                                     |                              | V lednu 1887 prohlášen za vystouplého. Opět zvolen v září 1887.                          |
| Grünwald Vendelín                     | OŽK   | Budějovice                                               |                              | Zemřel 23. 5. 1885.                                                                      |
| Guntermann Emil                       | M     | Most, Bílina, Horní Litvínov                             |                              | Zvolen v listopadu 1886. V lednu 1887 prohlášen za vystouplého. Opět zvolen v září 1887. |
| Habert Adalbert                       | VO    | Krumlov, Chvalšiny, Planá                                |                              | Zvolen v listopadu 1886.                                                                 |
| Hais Josef Jan                        | VIR   | biskup královéhradecký                                   |                              |                                                                                          |
| Hájek Max                             | M     | Písek                                                    |                              | Zvolen v listopadu 1885.                                                                 |
| Hallwich Hermann                      | M     | Vrchlabí, Skalice, Hostinné                              |                              | V lednu 1887 prohlášen za vystouplého.                                                   |
| Harrach Jan                           | VO    | Vrchlabí, Rokytnice, Vysoká, Jilemnice                   |                              | [ 5 ]                                                                                    |
| Hartl František                       | VO    | Turnov, Český Dub                                        |                              | [ 17 ]                                                                                   |
| Herbst Eduard                         | VO    | Šluknov, Haňšpach                                        |                              | Rezignoval r. 1885.                                                                      |
| Herbst Eduard                         | VO    | Frýdlant                                                 |                              | Zvolen v listopadu 1885.                                                                 |
| Herkner Eduard                        | OŽK   | Liberec                                                  |                              | Rezignoval r. 1885.                                                                      |
| Herold Josef                          | VO    | Jílové, Říčany                                           |                              | [ 14 ]                                                                                   |
| Hevera Čeněk                          | VO    | Hradec Králové, Nechanice                                |                              | [ 5 ]                                                                                    |
| Hielle Karl                           | OŽK   | Liberec                                                  |                              | Zvolen v listopadu 1885. V lednu 1887 prohlášen za vystouplého. Opět zvolen v září 1887. |
| Hildprandt Robert                     | VS    | nesvěřenecké velkostatky                                 |                              | [ 9 ]                                                                                    |
| Hlávka Josef                          | VS    | nesvěřenecké velkostatky                                 |                              | [ 9 ]                                                                                    |
| Hora Antonín                          | VS    | nesvěřenecké velkostatky                                 |                              | [ 9 ]                                                                                    |
| Hölzel Franz                          | VO    | Česká Lípa, Mimoň, Hajda, Cvikov                         |                              | [ 5 ]                                                                                    |
| Huspeka František                     | VS    | nesvěřenecké velkostatky                                 |                              | [ 9 ]                                                                                    |
| Hütter Heinrich                       | VO    | Kaplice, Nové Hrady                                      |                              | Zvolen v září 1887.                                                                      |
| Chotek Ferdinand                      | VS    | nesvěřenecké velkostatky                                 |                              | [ 9 ]                                                                                    |
| Chotek Karel                          | VS    | nesvěřenecké velkostatky                                 |                              | Zvolen v září 1884.                                                                      |
| Chotek Rudolf                         | VS    | svěřenecké velkostatky                                   |                              | [ 9 ]                                                                                    |
| Jahn Gustav                           | VS    | nesvěřenecké velkostatky                                 |                              | Zvolen r. 1888.                                                                          |
| Jakowitz Heinrich Wilhelm             | M     | Liberec                                                  |                              | V lednu 1887 prohlášen za vystouplého.                                                   |
| Janota Eduard                         | VO    | Falknov, Kynžvart                                        |                              | V lednu 1887 prohlášen za vystouplého. Opět zvolen v září 1887.                          |
| Jansa Alois                           | M     | Jičín, Nový Bydžov                                       |                              | Rezignoval r. 1885.                                                                      |
| Jeřábek František                     | M     | Lomnice, Nová Paka, Sobotka                              |                              | [ 6 ]                                                                                    |
| Jeřábek Jan                           | VO    | Nový Bydžov, Chlumec                                     |                              | [ 5 ]                                                                                    |
| Jireček Josef                         | M     | Praha-Nové Město                                         |                              | [ 13 ]                                                                                   |
| Kahles August                         | VO    | Ledeč, Dolní Kralovice                                   |                              | [ 5 ]                                                                                    |
| Kaizl Edmund                          | VO    | Příbram, Dobříš                                          |                              | [ 5 ]                                                                                    |
| Kiemann Johann                        | M     | Vimperk, Prachatice, Volary                              |                              | V lednu 1887 prohlášen za vystouplého. Opět zvolen v září 1887.                          |
| Kinský August                         | VS    | nesvěřenecké velkostatky                                 |                              | Zvolen r. 1887.                                                                          |
| Kinský Bedřich Karel                  | VS    | svěřenecké velkostatky                                   |                              | [ 9 ]                                                                                    |
| Kleist Friedrich                      | VS    | nesvěřenecké velkostatky                                 |                              | [ 9 ]                                                                                    |
| Kletečka Emanuel                      | VO    | Tábor, Mladá Vožice, Soběslav, Veselí                    |                              | [ 17 ]                                                                                   |
| Klimeš Josef                          | VO    | Chrudim, Nasavrky                                        |                              | [ 14 ]                                                                                   |
| Knoll Philipp                         | M     | Karlovy Vary, Jáchymov                                   |                              | V lednu 1887 prohlášen za vystouplého. Opět zvolen v září 1887.                          |
| Knoll Rudolf                          | VO    | Karlovy Vary, Loket, Bečov                               |                              | V lednu 1887 prohlášen za vystouplého. Opět zvolen v září 1887.                          |
| Knotz Alfred                          | VO    | Děčín, Benešov, Česká Kamenice                           |                              | Zvolen v listopadu 1885. V lednu 1887 prohlášen za vystouplého. Opět zvolen v září 1887. |
| Kolovrat-Krakovský Jindřich           | VS    | svěřenecké velkostatky                                   |                              | [ 9 ]                                                                                    |
| Kolovrat Zdenko                       | VS    | svěřenecké velkostatky                                   |                              | [ 9 ]                                                                                    |
| Kopper Stefan                         | M     | Trutnov, Broumov, Police                                 |                              | V lednu 1887 prohlášen za vystouplého. Opět zvolen v září 1887.                          |
| Kořán Josef                           | VO    | Březnice, Blatná, Mirovice                               |                              | [ 14 ]                                                                                   |
| Kounic Václav Robert                  | VS    | nesvěřenecké velkostatky                                 |                              | [ 9 ]                                                                                    |
| Krejčí Jan                            | M     | Slaný, Louny, Rakovník, Velvary                          |                              | Zemřel r. 1887.                                                                          |
| Krofta Josef                          | M     | Plzeň                                                    |                              | [ 6 ]                                                                                    |
| Krumbholz Johann                      | M     | Kraslice, Nejdek, Schönbach                              |                              | Zemřel 2. 9. 1883.                                                                       |
| Křepek Franz                          | VO    | Litoměřice, Lovosice, Úštěk                              |                              | Zvolen v listopadu 1886. V lednu 1887 prohlášen za vystouplého. Opět zvolen v září 1887. |
| Kubíček Matěj                         | VO    | Strakonice, Volyně                                       |                              | [ 26 ]                                                                                   |
| Kučera Václav                         | VO    | Mělník, Roudnice                                         |                              | Zvolen v listopadu 1886.                                                                 |
| Kvíčala Jan                           | M     | Hradec Králové, Jaroměř, Josefov                         |                              | [ 6 ]                                                                                    |
| Kytka František                       | M     | Praha-Hradčany, Vyšehrad, Holešovice                     |                              | Zvolen v listopadu 1885.                                                                 |
| Lažanský Jan                          | VS    | nesvěřenecké velkostatky                                 |                              | Zvolen r. 1887.                                                                          |
| Leonhardi Adolf                       | VS    | nesvěřenecké velkostatky                                 |                              | Zvolen r. 1887.                                                                          |
| Lippich Ferdinand                     | VIR   | rektor německé univerzity                                |                              | Rektor 1883/1884                                                                         |
| Lobkowicz Ferdinand                   | VS    | nesvěřenecké velkostatky                                 |                              | [ 9 ]                                                                                    |
| Lobkowicz František                   | OŽK   | Budějovice                                               |                              | Rezignoval roku 1887.                                                                    |
| Lobkowicz Jiří Kristián               | VS    | svěřenecké velkostatky                                   |                              | [ 9 ]                                                                                    |
| Löw Georg                             | VO    | Cheb, Vildštejn, Aš                                      |                              | V lednu 1887 prohlášen za vystouplého.                                                   |
| Macků Hynek                           | VO    | Litomyšl, Polička                                        |                              | [ 5 ]                                                                                    |
| Mahal Johann                          | VO    | Horšovský Týn, Hostouň, Ronšperk                         |                              | Zvolen v září 1887.                                                                      |
| Macháček František                    | VO    | Votice, Sedlčany                                         |                              | [ 5 ]                                                                                    |
| Machek Josef                          | M     | Chrudim, Heřmanův Městec                                 |                              | [ 6 ]                                                                                    |
| Mareš Vincenc                         | VS    | nesvěřenecké velkostatky                                 |                              | [ 9 ]                                                                                    |
| Mašek Josef Ladislav                  | VO    | Jičín, Lomnice, Sobotka, Libáň                           |                              | [ 14 ]                                                                                   |
| Mattuš Karel                          | M     | Mladá Boleslav, Nymburk                                  |                              | [ 6 ]                                                                                    |
| Městecký Jan                          | M     | Hořovice, Beroun, Rokycany, Radnice                      |                              | [ 6 ]                                                                                    |
| Milde Josef                           | VO    | Nové Město, Náchod, Úpice, Č. Skalice, Opočno            | staročech                    | [ 17 ]                                                                                   |
| Mixa Blažej                           | M     | Příbram, Březové Hory                                    |                              | [ 6 ]                                                                                    |
| Morávek František                     | VO    | Pardubice, Holice, Přelouč                               |                              | [ 26 ]                                                                                   |
| Munzar Václav                         | VO    | Hořice, Nová Paka                                        |                              | [ 5 ]                                                                                    |
| Müller Emil                           | M     | Jablonec, Hodkovice, Smržovka, Český Dub                 |                              | Zvolen v září 1887.                                                                      |
| Müller Josef                          | VO    | Most, Hora sv. Kateřiny, Jirkov                          |                              | Zemřel 2. 12. 1883.                                                                      |
| Müller Josef                          | VS    | nesvěřenecké velkostatky                                 |                              | Rezignoval roku 1887.                                                                    |
| Müller Richard                        | M     | Cvikov, Mimoň                                            |                              | V lednu 1887 prohlášen za vystouplého. Opět zvolen v září 1887.                          |
| Mündl Alois                           | VS    | nesvěřenecké velkostatky                                 |                              | [ 9 ]                                                                                    |
| Nádherný z Borutína Jan               | VS    | nesvěřenecké velkostatky                                 |                              | [ 9 ]                                                                                    |
| Náhlovský Vincenc                     | VS    | nesvěřenecké velkostatky                                 |                              | [ 9 ]                                                                                    |
| Naxera Václav                         | M     | Jindřichův Hradec, Bystřice                              |                              | [ 6 ]                                                                                    |
| Nedoma Václav                         | VO    | Pelhřimov, Pacov, Kamenice, Počátky                      |                              | Rezignoval r. 1885.                                                                      |
| Nedvídek Jan                          | OŽK   | Budějovice                                               |                              | Zvolen v září 1887.                                                                      |
| Nekvasil Václav                       | OŽK   | Praha                                                    |                              | Zvolen v září 1887.                                                                      |
| Němec Václav                          | OŽK   | Praha                                                    |                              | Zvolen v září 1887.                                                                      |
| Neubauer František                    | VO    | Benešov, Neveklov, Vlašim                                |                              | Zemřel r. 1883.                                                                          |
| Neuberg Jan                           | VS    | nesvěřenecké velkostatky                                 |                              | [ 9 ]                                                                                    |
| Nitsche Friedrich                     | M     | Krumlov, Kaplice, Nové Hrady, Vyšší Brod                 |                              | V lednu 1887 prohlášen za vystouplého. Opět zvolen v září 1887.                          |
| Nolč Jan                              | VS    | nesvěřenecké velkostatky                                 |                              | [ 9 ]                                                                                    |
| Nostitz Josef                         | VS    | svěřenecké velkostatky                                   |                              | [ 9 ]                                                                                    |
| Nostitz-Rieneck Carl Erwein           | VS    | nesvěřenecké velkostatky                                 |                              | [ 9 ]                                                                                    |
| Oliva Alois                           | M     | Praha-Nové Město                                         |                              | [ 13 ]                                                                                   |
| Paar Karel                            | VS    | svěřenecké velkostatky                                   |                              | [ 9 ]                                                                                    |
| Palacký Jan                           | VS    | nesvěřenecké velkostatky                                 |                              | [ 9 ]                                                                                    |
| Pálffy von Erdöd Eduard               | VS    | nesvěřenecké velkostatky                                 |                              | [ 9 ]                                                                                    |
| Parsche Laurenz                       | VO    | Děčín, Benešov, Č. Kamenice                              |                              | Rezignoval r. 1885.                                                                      |
| Patzak Josef                          | VO    | Jáchymov, Blatno                                         |                              | Zvolen v září 1887.                                                                      |
| Perutz Adolf                          | OŽK   | Liberec                                                  |                              | Zvolen v listopadu 1885. V lednu 1887 prohlášen za vystouplého. Opět zvolen v září 1887. |
| Peták Václav                          | VO    | Plzeň, Kralovice                                         |                              | [ 14 ]                                                                                   |
| Pfeill-Scharffenstein Alfred          | VS    | nesvěřenecké velkostatky                                 |                              | [ 9 ]                                                                                    |
| Pickert Karl                          | VO    | Šluknov, Haňšpach                                        |                              | Zvolen v listopadu 1885. V lednu 1887 prohlášen za vystouplého. Opět zvolen v září 1887. |
| Pichl Anton                           | VO    | Planá, Teplá, Bezdružice                                 |                              | V lednu 1887 prohlášen za vystouplého. Opět zvolen v září 1887.                          |
| Pichler Anton                         | VO    | Tachov, Přimda                                           |                              | V lednu 1887 prohlášen za vystouplého. Opět zvolen v září 1887.                          |
| Plener Ernst                          | OŽK   | Cheb                                                     |                              | V lednu 1887 prohlášen za vystouplého. Opět zvolen v září 1887.                          |
| Pleva Jan                             | VO    | Německý Brod, Humpolec, Polná, Přibyslav, Štoky          |                              | [ 14 ]                                                                                   |
| Pokorný Martin                        | M     | Praha-Malá Strana                                        |                              | [ 13 ]                                                                                   |
| Pollak Leopold                        | VS    | nesvěřenecké velkostatky                                 |                              | [ 9 ]                                                                                    |
| Porák Antonín                         | M     | Třeboň, Lišov, Týn n. Vltavou                            |                              | [ 15 ]                                                                                   |
| Prade Heinrich                        | M     | Liberec                                                  |                              | Zvolen v listopadu 1885. V lednu 1887 prohlášen za vystouplého. Opět zvolen v září 1887. |
| Pražák Josef                          | VO    | Mělník, Roudnice                                         |                              | [ 5 ]                                                                                    |
| Pražák Václav                         | VO    | Dvůr Králové, Jaroměř                                    |                              | [ 5 ]                                                                                    |
| Radimský Václav                       | M     | Kolín, Kouřim, Poděbrady, Sadská                         |                              | [ 6 ]                                                                                    |
| Randa Antonín                         | VIR   | rektor české univerzity                                  |                              | Rektor 1883/1884                                                                         |
| Rasp Johann                           | M     | Planá, Tachov, Stříbro, Žandov                           |                              | V lednu 1887 prohlášen za vystouplého. Opět zvolen v září 1887.                          |
| Reinelt Emanuel                       | M     | Liberec                                                  |                              | Zvolen v září 1887.                                                                      |
| Reitler Julius                        | M     | Praha-Josefov                                            |                              | [ 13 ]                                                                                   |
| Riedl Josef                           | VO    | Kraslice, Nejdek                                         |                              | V lednu 1887 prohlášen za vystouplého. Opět zvolen v září 1887.                          |
| Riedl v. Riedenstein Viktor           | OŽK   | Praha                                                    |                              | V lednu 1887 prohlášen za vystouplého.                                                   |
| Rieger František Ladislav             | VO    | Semily, Železný Brod                                     | staročech                    | [ 14 ]                                                                                   |
| Richlý Vilém                          | VS    | nesvěřenecké velkostatky                                 |                              | [ 9 ]                                                                                    |
| Richter Alexander                     | OŽK   | Praha                                                    |                              | V lednu 1887 prohlášen za vystouplého.                                                   |
| Richter Josef Anton                   | VO    | Frýdlant                                                 |                              | Rezignoval r. 1885.                                                                      |
| Rilke Jaroslav                        | M     | Rokytnice, Jilemnice                                     |                              | V lednu 1887 prohlášen za vystouplého. Opět zvolen v září 1887.                          |
| Rodler Adolf                          | VO    | Prachatice, Netolice, Volary                             |                              | [ 14 ]                                                                                   |
| Rombald Václav                        | VS    | nesvěřenecké velkostatky                                 |                              | Zemřel před r. 1884.                                                                     |
| Roser Franz Moritz                    | VO    | Broumov, Police                                          |                              | V lednu 1887 prohlášen za vystouplého. Opět zvolen v září 1887.                          |
| Rotter Ferdinand                      | VO    | Lanškroun, Králíky, Rokytnice                            |                              | V lednu 1887 prohlášen za vystouplého. Opět zvolen v září 1887.                          |
| Rössler Vinzenz                       | VO    | Kaplice, Nové Hrady                                      |                              | V lednu 1887 prohlášen za vystouplého.                                                   |
| Russ Viktor Wilhelm                   | M     | Děčín, Podmokly, Č. Kamenice, Chřibská                   |                              | V lednu 1887 prohlášen za vystouplého.                                                   |
| Salaschek Josef                       | VO    | Č. Krumlov, Chvalšiny, Planá                             |                              | Rezignoval r. 1886.                                                                      |
| Sallmann Theodor                      | M     | Rumburk                                                  |                              | V lednu 1887 prohlášen za vystouplého. Opět zvolen v září 1887.                          |
| Salm-Reifferscheid Siegfried          | VS    | nesvěřenecké velkostatky                                 |                              | [ 9 ]                                                                                    |
| Sedláček Václav                       | M     | Klatovy, Domažlice                                       |                              | [ 6 ]                                                                                    |
| Sedlák Jan                            | VO    | Klatovy, Plánice                                         |                              | [ 17 ]                                                                                   |
| Sedlák Prokop                         | OŽK   | Praha                                                    |                              | Zvolen v září 1887.                                                                      |
| Scharschmid v. Adlertreu Max          | M     | Kraslice, Nejdek, Schönbach                              |                              | Zvolen v srpnu 1884. V lednu 1887 prohlášen za vystouplého. Opět zvolen v září 1887.     |
| Schäffer Christian                    | VS    | nesvěřenecké velkostatky                                 |                              | Zemřel 6. 5. 1885.                                                                       |
| Schiebl Ignác                         | OŽK   | Plzeň                                                    |                              | [ 18 ]                                                                                   |
| Schier Josef                          | M     | Budějovice                                               |                              | Zvolen v listopadu 1885. V lednu 1887 prohlášen za vystouplého.                          |
| Schindler Karel                       | M     | Dvůr Králové, Náchod, Hořice, Nové Město n. M.           |                              | [ 6 ]                                                                                    |
| Schirnding Karel                      | VS    | nesvěřenecké velkostatky                                 |                              | [ 9 ]                                                                                    |
| Schlegel Franz                        | M     | Hajda, Šenov, Plottendorf, Parchen                       |                              | V lednu 1887 prohlášen za vystouplého. Opět zvolen v září 1887.                          |
| Schlesinger Ludwig                    | VO    | Liberec, Jablonec, Tanvald                               |                              | V lednu 1887 prohlášen za vystouplého. Opět zvolen v září 1887.                          |
| Schmeykal Franz                       | M     | Česká Lípa                                               |                              | V lednu 1887 prohlášen za vystouplého. Opět zvolen v září 1887.                          |
| Schmidt Zdeněk                        | VS    | nesvěřenecké velkostatky                                 |                              | [ 9 ]                                                                                    |
| Schneider Anton                       | VO    | Žatec, Chomutov, Postoloprty, Bastianperk, Podbořany     |                              | Rezignoval před r. 1884.                                                                 |
| Schöbel Emanuel Jan                   | VIR   | biskup litoměřický                                       |                              |                                                                                          |
| Schönborn František                   | VIR   | biskup budějovický                                       |                              |                                                                                          |
| Schönborn Karl                        | VS    | svěřenecké velkostatky                                   |                              | [ 9 ]                                                                                    |
| Schöne Moric                          | M     | Tábor, Kamenice, Pelhřimov, Soběslav                     |                              | Zemřel r. 1883.                                                                          |
| Schücker Karl                         | M     | Liberec                                                  |                              | Zvolen v listopadu 1886. V lednu 1887 prohlášen za vystouplého. Opět zvolen v září 1887. |
| Schwarz Bedřich                       | VS    | nesvěřenecké velkostatky                                 |                              | [ 9 ]                                                                                    |
| Schwarz František                     | VO    | Rokycany, Blovice                                        |                              | [ 14 ]                                                                                   |
| Schwarz Karel                         | M     | Praha-Hradčany                                           |                              | [ 13 ]                                                                                   |
| Schwarzenberg Adolf Josef             | VS    | nesvěřenecké velkostatky                                 |                              | [ 9 ]                                                                                    |
| Schwarzenberg Bedřich                 | VIR   | arcibiskup pražský                                       |                              | Zemřel 27. 3. 1885.                                                                      |
| Schwarzenberg Karel III.              | VS    | svěřenecké velkostatky                                   |                              | [ 9 ]                                                                                    |
| Siegmund Adolf                        | M     | Teplice, Ústí n. Labem                                   |                              | V lednu 1887 prohlášen za vystouplého. Opět zvolen v září 1887.                          |
| Skramlík Emilián                      | M     | Praha-Hradčany                                           |                              | Rezignoval r. 1885.                                                                      |
| Slavíček Antonín                      | VS    | nesvěřenecké velkostatky                                 |                              | Rezignoval r. 1886.                                                                      |
| Smolík Rupert                         | VS    |                                                          |                              | Zvolen v prosinci 1886. Zemřel r. 1887.                                                  |
| Sobotka Josef                         | OŽK   | Praha                                                    |                              | V lednu 1887 prohlášen za vystouplého.                                                   |
| Stadion-Thannhausen Eduard            | VS    | svěřenecké velkostatky                                   |                              | Zemřel 1884.                                                                             |
| Stangler Josef                        | VS    | nesvěřenecké velkostatky                                 |                              | [ 9 ]                                                                                    |
| Stangler Kamil                        | VS    | nesvěřenecké velkostatky                                 |                              | Zvolen r. 1888.                                                                          |
| Starck Josef                          | OŽK   | Plzeň                                                    |                              | V lednu 1887 prohlášen za vystouplého.                                                   |
| Starý Zikmund Antonín                 | VS    | nesvěřenecké velkostatky                                 |                              | [ 9 ]                                                                                    |
| Steidl Antonín                        | VO    | Domažlice, Nová Kdyně                                    |                              | [ 17 ]                                                                                   |
| Steiner Anton                         | VO    | Most, Hory Kateřinské, Jirkov                            |                              | Zvolen r. 1884. V lednu 1887 prohlášen za vystouplého. Opět zvolen v září 1887.          |
| Stejskal Martin                       | VS    | nesvěřenecké velkostatky                                 |                              | [ 9 ]                                                                                    |
| Sternberg Filip                       | VS    | nesvěřenecké velkostatky                                 |                              | [ 9 ]                                                                                    |
| Stibitz Josef                         | VO    | Litoměřice, Lovosice, Úštěk                              |                              | Rezignoval r. 1886.                                                                      |
| Stöhr Karl                            | VO    | Teplice, Duchcov, Bílina                                 |                              | V lednu 1887 prohlášen za vystouplého. Opět zvolen v září 1887.                          |
| Streeruwitz Adolf                     | VO    | Stříbro, Touškov, Stod                                   |                              | V lednu 1887 prohlášen za vystouplého. Opět zvolen v září 1887.                          |
| Strobach Zdeněk                       | VO    | Pelhřimov, Pácov, Kamenice, Počátky                      |                              | Zvolen v listopadu 1885.                                                                 |
| Suda Jan                              | M     | Písek                                                    |                              | Rezignoval r. 1885.                                                                      |
| Svátek Vavřinec                       | M     | Strakonice, Sušice, Vodňany                              |                              | [ 6 ]                                                                                    |
| Šabata Jan                            | VO    | Rychnov, Kostelec                                        |                              | [ 26 ]                                                                                   |
| Škarda Jakub                          | M     | Čáslav, Chotěboř, Golčův Jeníkov                         |                              | [ 6 ]                                                                                    |
| Šolc Jindřich                         | M     | Rychnov, Žamberk, Kostelec n. Orlicí, Dobruška           |                              | [ 6 ]                                                                                    |
| Štulc Václav                          | VS    | nesvěřenecké velkostatky                                 |                              | Zemřel r. 1887.                                                                          |
| Šulc Václav                           | VS    | nesvěřenecké velkostatky                                 |                              | Zvolen v září 1884.                                                                      |
| Talíř Matouš                          | VO    | Jindřichův Hradec, Lomnice, Třeboň, N. Bystřice          |                              | [ 17 ]                                                                                   |
| Tattermusch Franz                     | VO    | Žatec, Postoloprty, Chomutov, Bastianperk                |                              | Nastoupil r. 1884. V lednu 1887 prohlášen za vystouplého. Opět zvolen v září 1887.       |
| Tausche Anton                         | VO    | Kadaň, Přísečnice, Doupov                                |                              | V lednu 1887 prohlášen za vystouplého. Opět zvolen v září 1887.                          |
| Teklý Vilém                           | VO    | Slaný, Velvary, Libochovice                              |                              | [ 5 ]                                                                                    |
| Tersch Eduard                         | VS    | nesvěřenecké velkostatky                                 |                              | Zvolen r. 1887.                                                                          |
| Teubner Wenzel                        | VO    | Jablonné, Chrastava                                      |                              | V lednu 1887 prohlášen za vystouplého. Opět zvolen v září 1887.                          |
| Theumer Leo                           | M     | Loket, Slavkov, Schönfeld, Bečov, Sangerberg             |                              | V lednu 1887 prohlášen za vystouplého. Opět zvolen v září 1887.                          |
| Thun-Hohenstein Franz                 | VS    | svěřenecké velkostatky                                   |                              | [ 9 ]                                                                                    |
| Thun-Hohenstein Leopold Lev           | VS    | svěřenecké velkostatky                                   |                              | [ 9 ]                                                                                    |
| Thun-Hohenstein Zdenko                | VS    | nesvěřenecké velkostatky                                 |                              | [ 9 ]                                                                                    |
| Tilšer František                      | VO    | Černý Kostelec, Český Brod                               |                              | [ 14 ]                                                                                   |
| Tittelbach Hubert                     | M     | Žatec, Kadaň                                             |                              | V lednu 1887 prohlášen za vystouplého. Opět zvolen v září 1887.                          |
| Tomek Václav Vladivoj                 | VIR   | rektor české univerzity                                  |                              |                                                                                          |
| Tonner Emanuel                        | M     | Mělník, Brandýs n. L., Roudnice, Mšeno                   |                              | [ 6 ]                                                                                    |
| Trauttmansdorff Karel                 | VS    | svěřenecké velkostatky                                   |                              | Rezignoval r. 1885.                                                                      |
| Trojan Alois Pravoslav                | VO    | Rakovník, Křivoklát, Nové Strašecí, Louny                |                              | [ 5 ]                                                                                    |
| Tůma Karel                            | M     | Vysoké Mýto, Skuteč, Hlinsko                             |                              | [ 32 ] [ 33 ]                                                                            |
| Václavík Alois                        | VO    | Poděbrady, Městec Králové                                |                              | [ 5 ] [ 34 ] [ 35 ]                                                                      |
| Vašatý Jan                            | M     | Lanškroun, Č. Třebová, Ústí n. Orlicí                    |                              | [ 6 ]                                                                                    |
| Vepřík Josef                          | VO    | Mladá Boleslav, Mnich. Hradiště, Bělá                    |                              | [ 5 ]                                                                                    |
| Vogl Josef Florian                    | VO    | Jáchymov, Blatno                                         |                              | V lednu 1887 prohlášen za vystouplého.                                                   |
| Vojáček Jan Bohdan                    | VS    | nesvěřenecké velkostatky                                 |                              | [ 9 ]                                                                                    |
| Volkelt Johann                        | M     | Frýdlant, Chrastava                                      |                              | Rezignoval r. 1885.                                                                      |
| Vorel Ludvík                          | VO    | Hořovice, Zbiroh                                         |                              | [ 26 ]                                                                                   |
| Vraný Josef                           | VO    | Nymburk, Benátky                                         |                              | [ 17 ]                                                                                   |
| Vratislav z Mitrovic Evžen (Koloděje) | VS    | nesvěřenecké velkostatky                                 |                              | Zvolen v listopadu 1885.                                                                 |
| Waldert Anton                         | VO    | Žlutice, Bochov, Manětín                                 |                              | V lednu 1887 prohlášen za vystouplého. Opět zvolen v září 1887.                          |
| Waldstein František                   | VS    | nesvěřenecké velkostatky                                 |                              | Zemřel r. 1887.                                                                          |
| Walter Josef                          | VO    | Cheb, Vildštejn, Aš                                      | Nez. něm. antisemitský kand. | Zvolen v září 1887.                                                                      |
| Weidenhoffer Vojtěch                  | M     | Německý Brod, Polná, Humpolec                            |                              | [ 6 ]                                                                                    |
| Weiss Vilém                           | VIR   | rektor české univerzity                                  |                              | Rektor 1887/1888                                                                         |
| Welz Alois                            | VS    | nesvěřenecké velkostatky                                 |                              | Rezignoval před r. 1884.                                                                 |
| Werunsky Albert                       | M     | Mikulášovice, Zeidlery, Krásná Lípa                      |                              | V lednu 1887 prohlášen za vystouplého. Opět zvolen v září 1887.                          |
| Wiedersperg Gustav                    | VS    | nesvěřenecké velkostatky                                 |                              | [ 9 ]                                                                                    |
| Wiedersperg Hugo                      | VS    | nesvěřenecké velkostatky                                 |                              | [ 9 ]                                                                                    |
| Ledebur-Wicheln Johann                | VS    | nesvěřenecké velkostatky                                 |                              | [ 9 ]                                                                                    |
| Willkomm Moritz                       | VIR   | rektor německé univerzity                                |                              | Rektor 1887/1888                                                                         |
| Windischgrätz Alfred August           | VS    | svěřenecké velkostatky                                   |                              | [ 9 ]                                                                                    |
| Wohanka Josef                         | OŽK   | Praha                                                    |                              | Zvolen v září 1887.                                                                      |
| Wolfrum Karl                          | OŽK   | Liberec                                                  |                              | Rezignoval r. 1885.                                                                      |
| Wolkenstein Engelhart                 | VS    | nesvěřenecké velkostatky                                 |                              | [ 9 ]                                                                                    |
| Wolkenstein-Trostburg Wilhelm         | VS    | nesvěřenecké velkostatky                                 |                              | Rezignoval r. 1886.                                                                      |
| Wratislav Eugen (Dirna)               | VS    | svěřenecké velkostatky                                   |                              | Zvolen v listopadu 1885.                                                                 |
| Wýtwar Jan                            | OŽK   | Plzeň                                                    |                              | Zvolen v září 1887.                                                                      |
| Zabranský Jan                         | VO    | Smíchov, Zbraslav, Beroun, Unhošť, Kladno                |                              | [ 5 ]                                                                                    |
| Zátka August                          | VO    | Budějovice, Lišov, Trhové Sviny, Hluboká, Týn n. Vltavou |                              | [ 14 ]                                                                                   |
| Zedtwitz Karl Max                     | VS    | nesvěřenecké velkostatky                                 |                              | Zvolen r. 1887.                                                                          |
| Zeis Emanuel                          | M     | Tábor, Kamenice, Pelhřimov, Soběslav                     |                              | Zvolen v srpnu 1884 místo M. Schöneho.                                                   |
| Zeithammer Antonín Otakar             | VO    | Karlín, Brandýs, Král. Vinohrady                         |                              | [ 5 ]                                                                                    |
| Zellner Laurenz                       | M     | Šluknov, Ehrenberg, Haňšpach                             |                              | V lednu 1887 prohlášen za vystouplého. Opět zvolen v září 1887.                          |
| Zessner Heinrich                      | VS    | nesvěřenecké velkostatky                                 |                              | [ 9 ]                                                                                    |
| Ziegler August                        | VO    | Kašperské hory, Nýrsko, Hartmanice                       |                              | V lednu 1887 prohlášen za vystouplého. Opět zvolen v září 1887.                          |
| Zunterer Franz                        | M     | Falknov, Vildštejn, Hazlov                               |                              | [ 14 ]                                                                                   |
| Žák Jan                               | M     | Pardubice, Chlumec, Holice                               |                              | [ 6 ]                                                                                    |
| Žalud Josef                           | M     | Praha-Josefov                                            |                              | [ 13 ]                                                                                   |
| ???                                   | VIR   | rektor německé univerzity                                |                              |                                                                                          |